# St. Maria Magdalene (Handthal)

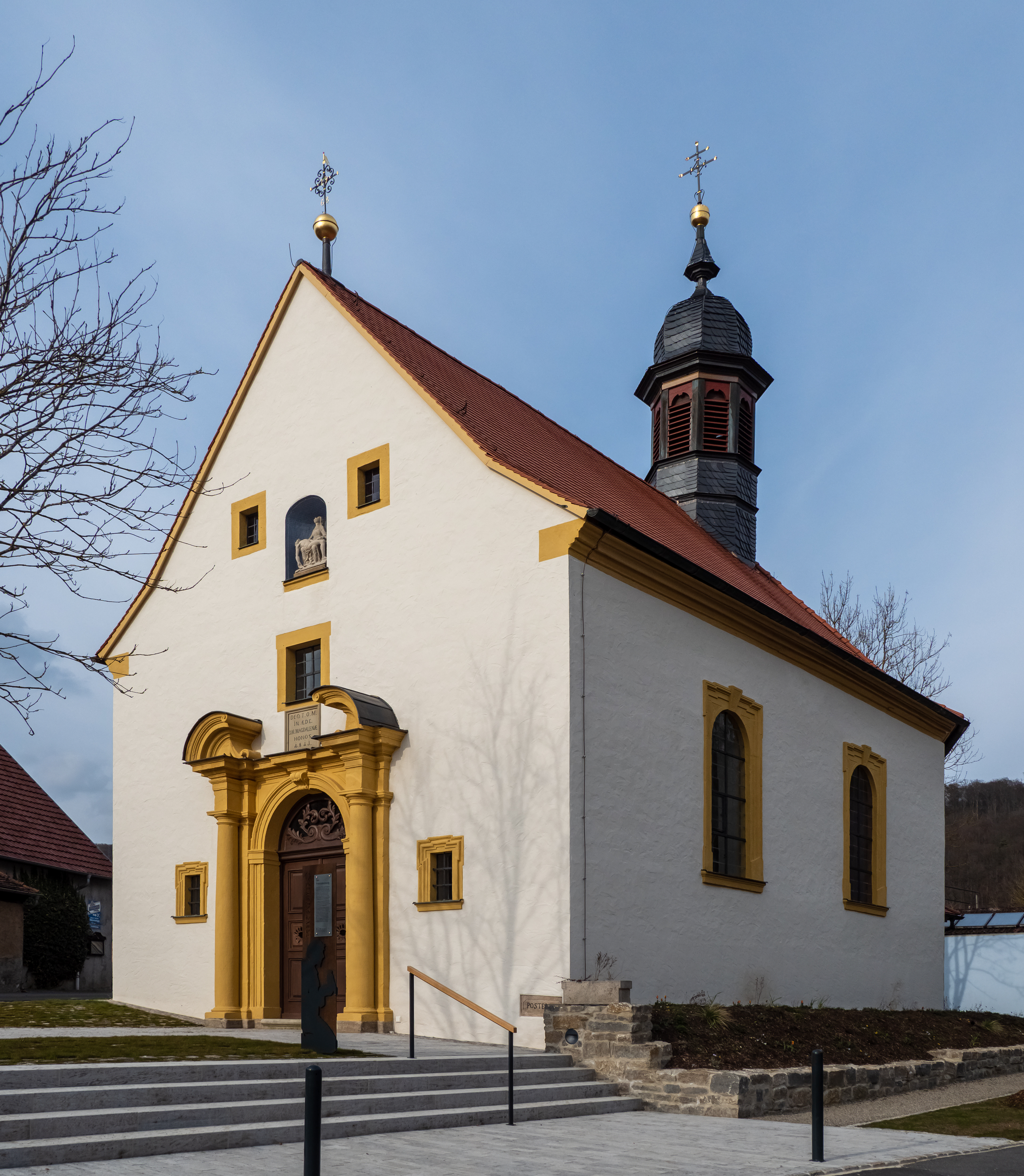
St. Maria Magdalene (Handthal)

Die römisch-katholische, denkmalgeschützte Filialkirche St. Maria Magdalene steht in Handthal, einem Gemeindeteil der Marktgemeinde Oberschwarzach im Landkreis Schweinfurt (Unterfranken, Bayern). Das Bauwerk ist unter der Denkmalnummer D-6-78-164-27 als Baudenkmal in der Bayerischen Denkmalliste eingetragen. Die Kirche gehört zur Pfarrei St. Peter und Paul Oberschwarzach in der Pfarreiengemeinschaft St. Franziskus am Steigerwald (Gerolzhofen) im Dekanat Schweinfurt-Süd des Bistums Würzburg.

## Beschreibung

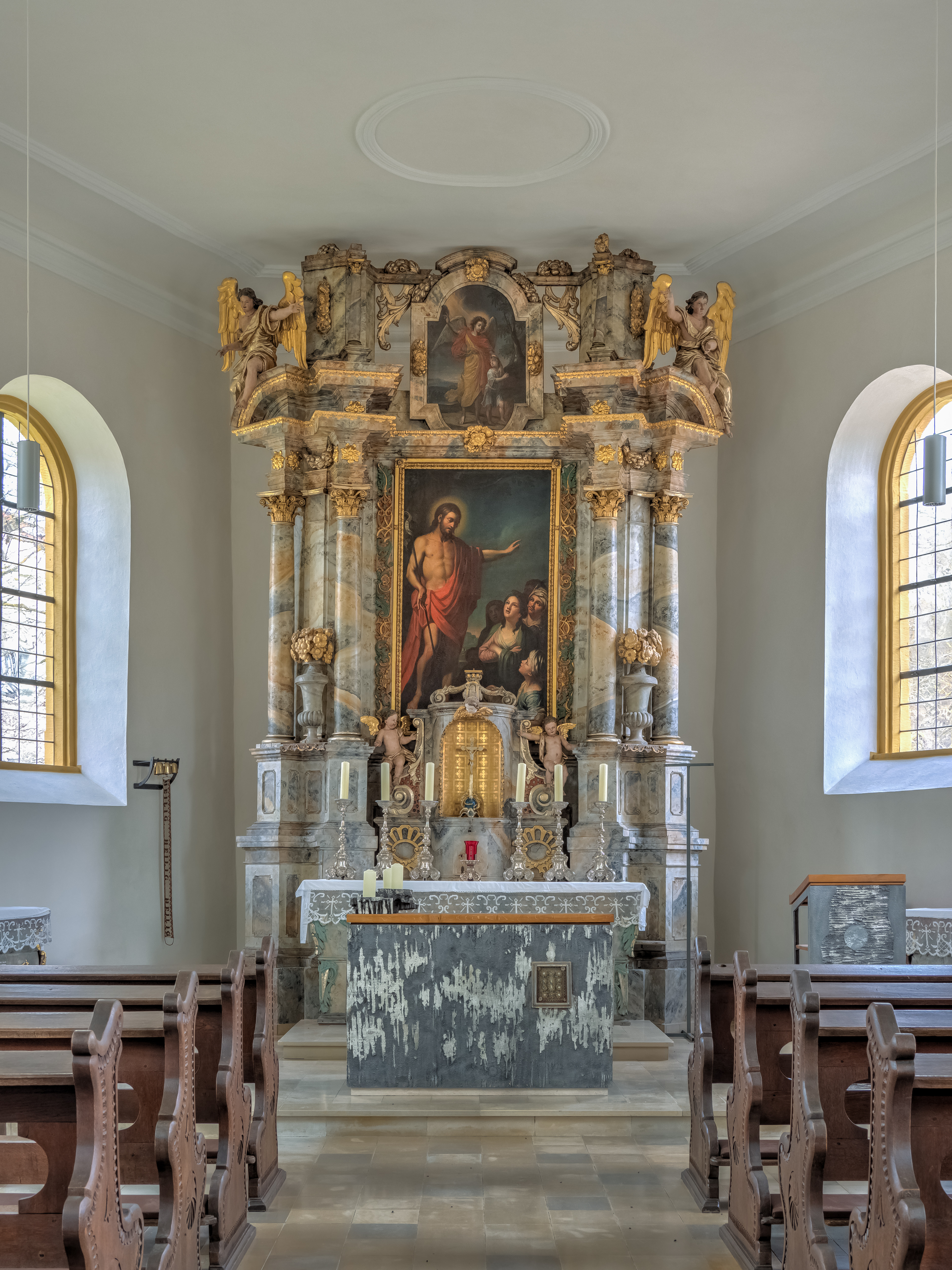
Altar

Die heutige Saalkirche mit dem Kirchenschiff aus zwei Jochen und dem dreiseitigen Schluss im Osten wurde 1811 erbaut. Von dem um 1700 entstandenen Vorgänger wurde das mit einem Sprenggiebel bedeckte und mit Pilastern flankierte Portal im Westen wiederverwendet. Im Giebel über ihm befindet sich in einer Nische eine Pietà. Aus dem Satteldach erhebt sich im Osten ein achteckiger, schiefergedeckter Dachreiter, der mit einer Zwiebelhaube bedeckt ist. Er beherbergt hinter den Klangarkaden den Glockenstuhl. 
Die Kirchenausstattung, wie der Hochaltar und die Seitenaltäre stammen aus dem Vorgängerbau. Die Orgel wurde 1811 von Engelhard Herrmann gebaut.